# Negación, enfado y aceptación
"Negación, enfado y aceptación" (título original en inglés: "Denial, Anger, Acceptance") es el tercer episodio de la serie de HBO Los Soprano. Fue escrito por Mark Saraceni y dirigido por Nick Gomez. El capítulo fue estrenado el 24 de enero de 1999 en Estados Unidos.

## Protagonistas
- James Gandolfini como Tony Soprano
- Lorraine Bracco como Dr. Jennifer Melfi
- Edie Falco como Carmela Soprano
- Michael Imperioli como Christopher Moltisanti
- Dominic Chianese como Corrado Soprano, Jr.
- Vincent Pastore como Pussy Bonpensiero *
- Steven Van Zandt como Silvio Dante
- Tony Sirico como Paulie Gualtieri
- Robert Iler como Anthony Soprano, Jr. *
- Jamie-Lynn Sigler como Meadow Soprano
- y Nancy Marchand como Livia Soprano

* sólo en los créditos

### Protagonistas invitados
- Michael Rispoli como Jackie Aprile, Sr.
- Jerry Adler como Hesh Rabkin
- John Ventimiglia como Artie Bucco
- Kathrine Narducci como Charmaine Bucco
- Ned Eisenberg como Ariel
- Chuck Low como Shlomo Teittleman

#### Otros protagonistas
| - Al Sapienza como Mikey Palmice - Anthony DeSando como Brendan Filone - Drea de Matteo como Adriana - Sharon Angela como Rosalie Aprile - Oksana Lada como Irina Peltsin - Michelle DeCesare como Hunter Scangarelo - Sig Libowitz como Hillel Teittleman | - Sasha Nesterov como hombre ruso - Bernadette Penotti como enfermera - Slava Schoot como hombre ruso - Angelica Torn como mujer en la fiesta - Joseph Tudisco como camionero - Jennifer Wiltsie como Miss Marris |

## Primeras apariciones
- Rosalie Aprile: esposa del jefe de la familia, Jackie Aprile, y amiga de Carmela Soprano.
- Hillel Teittleman: Copropietario del motel Fly Away.

## Fallecidos
- Brendan Filone: asesinado en la bañera por un disparo en el ojo por Mickey Palmice tras ordenarlo tío Junior.